# Margaret Preston
Pour les articles homonymes, voir Preston.
Margaret Preston est une artiste peintre moderniste australienne, née Margaret Rose McPherson, en 1875, à Adelaïde, en Australie-Méridionale, et morte le 28 mai 1963 à Sydney. Elle est l'une des peintres les plus populaires d'Australie. 
Le modernisme a été introduit en Australie en début du XXe siècle. À la tête de l'avant-garde figuraient Grace Cossington Smith et Margaret Preston. Preston compte parmi les premiers artistes à avoir été influencée par l'art aborigène. Elle est connue pour ses peintures de la flore et de la faune australienne. 

## Œuvres
- The tea urn ca 1909, Adelaide, Art Gallery of South Australia, Adelaide (Elder Bequest Fund 1940)
- Portrait of Miss C.H. Spence, 1911 Adelaide, ibid. (Gft of the Citizens Committee 1911)
- White and red hibiscus, 1925, Sydney, ibid. (A.R. Ragless Bequest Fund 1978)
- Implement Blue, 1927, Sydney, ibid. (Gift of the artist 1960)
- Aboriginal flowers, 1928, Sydney, ibid. (Gift of the Art Gallery of South Australia Foundation 1981)
- Self-portrait, 1930, Sydney, ibid. (Gift of the artist at the request of the Trustees 1930)
- Aboriginal landscape, 1941, Sydney, ibid. (D. & J.T. Mortlock bequest Fund 1982)
- Flying over the Shoalhaven River, 1942, Sydney, National Gallery of Australia, Canberra.